# Rhizoprionodon porosus
Espèce
Statut de conservation UICN

 LC  : Préoccupation mineure
Rhizoprionodon porosus est une espèce de requins.